# Dakarrallyt 2012
Dakarrallyt 2012 är den 33:e upplagan av Dakarrallyt och den fjärde i Sydamerika. Rallyt startade den 1 januari i den argentinska staden Mar del Plata, för att sedan gå genom Chile och avslutas i Perus huvudstad, Lima, den 15 januari. Det är första gången rallyt går genom Peru. Totalt är rallyt på 8 391 kilometer för motorcyklar, 8 377 för bilar och 8 336 för lastbilar, varav ungefär hälften är specialsträcka.

## Etapp 1
Redan under den första etappen drabbades rallyt av den första dödsolyckan. Argentinaren Jorge Martínez Boero kraschade med sin motorcykel, fick hjärtstillestånd och avled på väg till sjukhuset. I bilklassen fick 2011 års vinnare, Nasser Al-Attiyah, problem med sin Hummer och gick i mål på 38:e plats, åtta minuter och femtio sekunder efter Leonid Novitskiy, som vann etappen. Alfie Coxs bil och den svenska satsningen PEWANO XC60 RR med Volvo som teknisk partner, tog eld och brann upp. I motorcykelklassen vann chilenaren Francisco López, medan Marcel Van Vliet var snabbaste lastbil. Sergio La Fuente från Uruguay tog ledningen i quadklassen, före 2010 års segrare, Marcos Patronelli.

### Bil
| Pl. | Förare               | Co-driver          | Bil                 | Tid      | Marginal  |
| --- | -------------------- | ------------------ | ------------------- | -------- | --------- |
| 1   | Leonid Novitskiy     | Andreas Schulz     | Mini All4 Racing    | 00:32:12 | +00:00:00 |
| 2   | Krzysztof Hołowczyc  | Jean-Marc Fortin   | Mini All4 Racing    | 00:32:17 | +00:00:05 |
| 3   | Stéphane Peterhansel | Jean-Paul Cottret  | Mini All4 Racing    | 00:32:21 | +00:00:09 |
| 4   | Giniel de Villiers   | Dirk von Zitzewitz | Toyota Pickup Hilux | 00:32:27 | +00:00:15 |
| 5   | Robby Gordon         | Johnny Campbell    | Hummer H3           | 00:33:01 | +00:00:49 |

### Motorcykel
| Pl. | Förare            | Motorcykel             | Tid      | Marginal  |
| --- | ----------------- | ---------------------- | -------- | --------- |
| 1   | Francisco López   | Aprilia 450 RXV Tuareg | 00:32:37 | +00:00:00 |
| 2   | Marc Coma         | KTM 450 cc             | 00:33:04 | +00:00:27 |
| 3   | Javier Pizzolito  | Honda CFR 450X         | 00:33:04 | +00:00:27 |
| 4   | Quinn Alexis Cody | Honda CFR 450X         | 00:33:07 | +00:00:30 |
| 5   | Jakub Przygonski  | KTM 450 Replica        | 00:33:26 | +00:00:49 |

### Lastbil
| Pl. | Förare           | Lastbil                             | Tid      | Marginal  |
| --- | ---------------- | ----------------------------------- | -------- | --------- |
| 1   | Marcel Van Vliet | MAN TGS 480                         | 00:37:45 | +00:00:00 |
| 1   | Bell Peter       | MAN TGS 480                         | 00:37:45 | +00:00:00 |
| 1   | Serge Bruykenss  | MAN TGS 480                         | 00:37:45 | +00:00:00 |
| 2   | Gerard de Rooy   | Iveco Powerstar (Strator - Torpedo) | 00:38:11 | +00:00:26 |
| 2   | Darek Rodewald   | Iveco Powerstar (Strator - Torpedo) | 00:38:11 | +00:00:26 |
| 2   | Tom Cosoul       | Iveco Powerstar (Strator - Torpedo) | 00:38:11 | +00:00:26 |
| 3   | Franz Echter     | MAN TGS 480                         | 00:38:41 | +00:00:56 |
| 3   | Detlef Ruf       | MAN TGS 480                         | 00:38:41 | +00:00:56 |
| 3   | Arthur Klein     | MAN TGS 480                         | 00:38:41 | +00:00:56 |
| 4   | Miki Biasion     | Iveco Trakker Evolution II          | 00:38:51 | +00:01:06 |
| 4   | Michel Huisman   | Iveco Trakker Evolution II          | 00:38:51 | +00:01:06 |
| 4   | Giorgio Albiero  | Iveco Trakker Evolution II          | 00:38:51 | +00:01:06 |
| 5   | Artur Ardavichus | Kamaz 4623                          | 00:39:01 | +00:01:16 |
| 5   | Alexey Kuzmich   | Kamaz 4623                          | 00:39:01 | +00:01:16 |
| 5   | Nurlan Turlubaev | Kamaz 4623                          | 00:39:01 | +00:01:16 |

## Etapp 2
I bilklassen var Nasser Al-Attiyahs problem nu åtgärdade och han kunde vinna den andra etappen. Stéphane Peterhansel, som i samband med sträckan tog över totalledningen i rallyt, gick in på andra plats, 54 sekunder efter Al-Attiyah. Al-Attiyah klättrade rejält i totalen, upp till sjätte plats, där han var 8 minuter och 47 sekunder bakom Peterhansel efter den andra etappen.
Marc Coma, som tidigare har tre segrar i Dakarrallyt, vann den andra etappen på motorcykel och var hela en minut och arton sekunder före Cyril Despres. Den första etappsegraren, Francisco López, gick in på fjärde plats och tappade ned till andra totalt, efter Marc Coma som tog ledningen. Argentinaren Mariano Lorenzetti, som sålt sin lägenhet för att ha råd att ställa upp i rallyt, fick problem med sin motorcykel och ställde den utmed vägkanten i väntan på hjälp. En lastbil upptäckte inte motorcykeln och körde över den.
Quadklassen vanns återigen av Sergio La Fuente, som efter etappen ledde rallyt med drygt sex och en halv minut. Snabbaste lastbil blev Gerard de Rooy i sin Iveco, som även tog över ledningen i rallyt. Han ledde med fem och en halv minut före Eduard Nikolaev efter sträckan.

### Bil
| Pl. | Förare               | Co-driver         | Bil                 | Tid      | Marginal  |
| --- | -------------------- | ----------------- | ------------------- | -------- | --------- |
| 1   | Nasser Al-Attiyah    | Lucas Cruz        | Hummer H3           | 02:47:18 | +00:00:00 |
| 2   | Stéphane Peterhansel | Jean-Paul Cottret | Mini All4 Racing    | 02:48:12 | +00:00:54 |
| 3   | Robby Gordon         | Johnny Campbell   | Hummer H3           | 02:50:00 | +00:02:42 |
| 4   | Krzysztof Hołowczyc  | Jean-Marc Fortin  | Mini All4 Racing    | 02:50:49 | +00:03:31 |
| 5   | Nani Roma            | Michel Périn      | Toyota Pickup Hilux | 02:51:33 | +00:04:15 |

### Motorcykel
| Pl. | Förare            | Motorcykel             | Tid      | Marginal  |
| --- | ----------------- | ---------------------- | -------- | --------- |
| 1   | Marc Coma         | KTM 450 cc             | 03:07:21 | +00:00:00 |
| 2   | Cyril Despres     | KTM 450cc Rally        | 03:08:39 | +00:01:18 |
| 3   | Joan Barreda Bort | Husqvarna Rally 450 RR | 03:09:54 | +00:02:33 |
| 4   | Francisco López   | Aprilia 450 RXV Tuareg | 03:10:05 | +00:02:44 |
| 5   | Jakub Przygonski  | KTM 450 Replica        | 03:11:38 | +00:04:17 |

### Lastbil
| Pl. | Förare               | Lastbil                             | Tid      | Marginal  |
| --- | -------------------- | ----------------------------------- | -------- | --------- |
| 1   | Gerard de Rooy       | Iveco Powerstar (Strator - Torpedo) | 03:10:00 | +00:00:00 |
| 1   | Darek Rodewald       | Iveco Powerstar (Strator - Torpedo) | 03:10:00 | +00:00:00 |
| 1   | Tom Cosoul           | Iveco Powerstar (Strator - Torpedo) | 03:10:00 | +00:00:00 |
| 2   | Eduard Nikolaev      | Kamaz 4326KV                        | 03:13:21 | +00:03:21 |
| 2   | Sergey Savostin      | Kamaz 4326KV                        | 03:13:21 | +00:03:21 |
| 2   | Vladimir Rybakov     | Kamaz 4326KV                        | 03:13:21 | +00:03:21 |
| 3   | Hans Stacy           | Iveco Trakker Evolution II          | 03:14:56 | +00:04:56 |
| 3   | Hans van Goor        | Iveco Trakker Evolution II          | 03:14:56 | +00:04:56 |
| 3   | Bernard der Kinderen | Iveco Trakker Evolution II          | 03:14:56 | +00:04:56 |
| 4   | Ayrat Mardeev        | Kamaz 4326KV                        | 03:14:58 | +00:04:58 |
| 4   | Anton Shibalov       | Kamaz 4326KV                        | 03:14:58 | +00:04:58 |
| 4   | Aydar Belyaev        | Kamaz 4326KV                        | 03:14:58 | +00:04:58 |
| 5   | Ales Loprais         | Tatra 815-2 ZO R45 12.400 4x4.1     | 03:16:07 | +00:06:07 |
| 5   | Petr Almáši          | Tatra 815-2 ZO R45 12.400 4x4.1     | 03:16:07 | +00:06:07 |
| 5   | Michal Ernst         | Tatra 815-2 ZO R45 12.400 4x4.1     | 03:16:07 | +00:06:07 |

## Etapp 3
På motorcykelsidan körde Marc Coma fel och följde den väg som var avsedd för bilarna. Han tappade tid och gick i mål på sjätte plats, drygt tretton minuter efter Cyril Despres, som därmed tog över totalledningen i rallyt. Quinn Alexis Cody från USA körde på en sten, tappade balansen, ramlade omkull hårt och bröt nyckelbenet.
Nani Roma vann etappen i bilklassen före Krzysztof Hołowczyc och Nasser Al-Attiyah. Hołowczyc tog därmed över ledningen i totalen från Stéphane Peterhansel, som fått två punkteringar under sträckan. Robby Gordon gick in på femte plats och låg fortfarande kvar på andra totalt.
I lastbilsklassen vann den tidigare rallyvärldsmästaren Miki Biasion i en Iveco, vilket gjorde att hans lastbil avancerade från åttonde till tredje plats totalt. Kamazen, med Artur Ardavichus som huvudförare, kom i på platsen bakom Biasion och tog över ledningen från Gerard de Rooy i rallyt. Pablo Sebastian Copetti från Argentina var snabbaste quad på sträckan, men totalt låg han sist, då han fick fyra timmar och femton minuters tidstillägg efter den andra etappen. Totalledare var Alejandro Patronelli, före sin bror Marcos.

### Bil
| Pl. | Förare              | Co-driver          | Bil                 | Tid      | Marginal  |
| --- | ------------------- | ------------------ | ------------------- | -------- | --------- |
| 1   | Nani Roma           | Michel Périn       | Toyota Pickup Hilux | 02:26:51 | +00:00:00 |
| 2   | Krzysztof Hołowczyc | Jean-Marc Fortin   | Mini All4 Racing    | 02:28:00 | +00:01:09 |
| 3   | Nasser Al-Attiyah   | Lucas Cruz         | Hummer H3           | 02:28:20 | +00:01:29 |
| 4   | Giniel de Villiers  | Dirk von Zitzewitz | Toyota Pickup Hilux | 02:28:24 | +00:01:33 |
| 5   | Robby Gordon        | Johnny Campbell    | Hummer H3           | 02:28:59 | +00:02:08 |

### Motorcykel
| Pl. | Förare           | Motorcykel             | Tid      | Marginal  |
| --- | ---------------- | ---------------------- | -------- | --------- |
| 1   | Cyril Despres    | KTM 450cc Rally        | 03:48:38 | +00:00:00 |
| 2   | Frans Verhoeven  | Sherco SR 450          | 03:57:15 | +00:08:37 |
| 3   | Paulo Goncalves  | Husqvarna Rally 450 RR | 03:57:17 | +00:08:39 |
| 4   | Helder Rodrigues | Yamaha WRF 450         | 03:58:41 | +00:10:03 |
| 5   | David Casteu     | Yamaha 450 WRF Rally   | 04:00:20 | +00:11:42 |

### Lastbil
| Pl. | Förare               | Lastbil                         | Tid      | Marginal  |
| --- | -------------------- | ------------------------------- | -------- | --------- |
| 4   | Miki Biasion         | Iveco Trakker Evolution II      | 02:50:53 | +00:00:00 |
| 4   | Michel Huisman       | Iveco Trakker Evolution II      | 02:50:53 | +00:00:00 |
| 4   | Giorgio Albiero      | Iveco Trakker Evolution II      | 02:50:53 | +00:00:00 |
| 2   | Artur Ardavichus     | Kamaz 4623                      | 02:52:02 | +00:01:09 |
| 2   | Alexey Kuzmich       | Kamaz 4623                      | 02:52:02 | +00:01:09 |
| 2   | Nurlan Turlubaev     | Kamaz 4623                      | 02:52:02 | +00:01:09 |
| 3   | Andrey Karginov      | Kamaz 4623                      | 02:53:12 | +00:02:19 |
| 3   | Igor Devyatkin       | Kamaz 4623                      | 02:53:12 | +00:02:19 |
| 3   | Andrey Mokeev        | Kamaz 4623                      | 02:53:12 | +00:02:19 |
| 4   | Ales Loprais         | Tatra 815-2 ZO R45 12.400 4x4.1 | 02:54:27 | +00:03:34 |
| 4   | Petr Almáši          | Tatra 815-2 ZO R45 12.400 4x4.1 | 02:54:27 | +00:03:34 |
| 4   | Michal Ernst         | Tatra 815-2 ZO R45 12.400 4x4.1 | 02:54:27 | +00:03:34 |
| 5   | Hans Stacy           | Iveco Trakker Evolution II      | 02:55:30 | +00:04:37 |
| 5   | Hans van Goor        | Iveco Trakker Evolution II      | 02:55:30 | +00:04:37 |
| 5   | Bernard der Kinderen | Iveco Trakker Evolution II      | 02:55:30 | +00:04:37 |

## Etapp 4

### Bil
| Pl. | Förare               | Co-driver          | Bil                 | Tid      | Marginal  |
| --- | -------------------- | ------------------ | ------------------- | -------- | --------- |
| 1   | Stéphane Peterhansel | Jean-Paul Cottret  | Mini All4 Racing    | 03:49:33 | +00:00:00 |
| 2   | Orlando Terranova    | Andy Grider        | Toyota Pickup Hilux | 03:54:52 | +00:05:19 |
| 3   | Giniel de Villiers   | Dirk von Zitzewitz | Toyota Pickup Hilux | 03:56:15 | +00:06:42 |

### Motorcykel
| Pl. | Förare          | Motorcykel | Tid      | Marginal  |
| --- | --------------- | ---------- | -------- | --------- |
| 1   | Marc Coma       | KTM        | 04:16:43 | +00:00:00 |
| 2   | Cyril Despres   | KTM        | 04:18:54 | +00:02:02 |
| 3   | Frans Verhoeven | Sherco     | 04:25:09 | +00:08:26 |

### Lastbil
| Pl. | Förare               | Lastbil | Tid      | Marginal  |
| --- | -------------------- | ------- | -------- | --------- |
| 1   | Gérard de Rooy       | Iveco   | 04:22:12 | +00:00:00 |
| 1   | Dariusz Rodewald     | Iveco   | 04:22:12 | +00:00:00 |
| 1   | Tom Colsoul          | Iveco   | 04:22:12 | +00:00:00 |
| 2   | Hans Stacey          | Iveco   | 04:23:25 | +00:01:13 |
| 2   | Hans van Goor        | Iveco   | 04:23:25 | +00:01:13 |
| 2   | Bernard der Kinderen | Iveco   | 04:23:25 | +00:01:13 |
| 3   | Miki Biasion         | Iveco   | 04:23:55 | +00:01:43 |
| 3   | Michel Huisman       | Iveco   | 04:23:55 | +00:01:43 |
| 3   | Giorgio Albiero      | Iveco   | 04:23:55 | +00:01:43 |

## Etapp 5

### Bil
| Pl. | Förare               | Co-driver         | Bil              | Tid      | Marginal  |
| --- | -------------------- | ----------------- | ---------------- | -------- | --------- |
| 1   | Krzysztof Hołowczyc  | Jean-Marc Fortin  | Mini All4 Racing | 02:10:51 | +00:00:00 |
| 2   | Robby Gordon         | Johnny Campbell   | Hummer H3        | 02:11:52 | +00:01:01 |
| 3   | Stéphane Peterhansel | Jean-Paul Cottret | Mini All4 Racing | 02:14:43 | +00:03:52 |

### Motorcykel
| Pl. | Förare        | Motorcykel | Tid      | Marginal  |
| --- | ------------- | ---------- | -------- | --------- |
| 1   | Cyril Despres | KTM        | 02:28:33 | +00:00:00 |
| 2   | Marc Coma     | KTM        | 02:30:14 | +00:01:41 |
| 3   | Joan Barreda  | Husqvarna  | 02:41:15 | +00:12:42 |

### Lastbil
| Pl. | Förare           | Lastbil | Tid      | Marginal  |
| --- | ---------------- | ------- | -------- | --------- |
| 1   | Gérard de Rooy   | Iveco   | 02:34:30 | +00:00:00 |
| 1   | Dariusz Rodewald | Iveco   | 02:34:30 | +00:00:00 |
| 1   | Tom Colsoul      | Iveco   | 02:34:30 | +00:00:00 |
| 2   | Aleš Loprais     | Tatra   | 02:34:44 | +00:00:14 |
| 2   | Petr Almáši      | Tatra   | 02:34:44 | +00:00:14 |
| 2   | Michael Ernst    | Tatra   | 02:34:44 | +00:00:14 |
| 3   | Miki Biasion     | Iveco   | 02:35:49 | +00:01:19 |
| 3   | Michel Huisman   | Iveco   | 02:35:49 | +00:01:19 |
| 3   | Giorgio Albiero  | Iveco   | 02:35:49 | +00:01:19 |

## Etapp 6
Etappen inställd

## Etapp 7
Etappen följs av en vilodag den 8 januari.

### Bil
| Pl. | Förare               | Co-driver         | Bil              | Tid      | Marginal  |
| --- | -------------------- | ----------------- | ---------------- | -------- | --------- |
| 1   | Nasser Al-Attiyah    | Lucas Cruz        | Hummer H3        | 03:26:57 | +00:00:00 |
| 2   | Robby Gordon         | Johnny Campbell   | Hummer H3        | 03:34:27 | +00:07:30 |
| 3   | Stéphane Peterhansel | Jean-Paul Cottret | Mini All4 Racing | 03:34:50 | +00:07:53 |

### Motorcykel
| Pl. | Förare          | Motorcykel | Tid      | Marginal  |
| --- | --------------- | ---------- | -------- | --------- |
| 1   | Marc Coma       | KTM        | 03:51:35 | +00:00:00 |
| 2   | Cyril Despres   | KTM        | 03:53:38 | +00:02:03 |
| 3   | Paulo Gonçalves | Husqvarna  | 03:54:24 | +00:02:49 |

### Lastbil
| Pl. | Förare           | Lastbil | Tid      | Marginal  |
| --- | ---------------- | ------- | -------- | --------- |
| 1   | Gérard de Rooy   | Iveco   | 04:20:32 | +00:00:00 |
| 1   | Dariusz Rodewald | Iveco   | 04:20:32 | +00:00:00 |
| 1   | Tom Colsoul      | Iveco   | 04:20:32 | +00:00:00 |
| 2   | Aleš Loprais     | Tatra   | 04:24:31 | +00:03:59 |
| 2   | Petr Almáši      | Tatra   | 04:24:31 | +00:03:59 |
| 2   | Michael Ernst    | Tatra   | 04:24:31 | +00:03:59 |
| 3   | Andrey Karginov  | Kamaz   | 04:37:04 | +00:16:32 |
| 3   | Igor Devyatkin   | Kamaz   | 04:37:04 | +00:16:32 |
| 3   | Andrey Mokeev    | Kamaz   | 04:37:04 | +00:16:32 |

## Etapp 8

### Bil
| Pl. | Förare              | Co-driver        | Bil              | Tid      | Marginal  |
| --- | ------------------- | ---------------- | ---------------- | -------- | --------- |
| 1   | Nani Roma           | Michel Périn     | Mini All4 Racing | 04:25:44 | +00:00:00 |
| 2   | Robby Gordon        | Johnny Campbell  | Hummer H3        | 04:25:49 | +00:00:05 |
| 3   | Krzysztof Hołowczyc | Jean-Marc Fortin | Mini All4 Racing | 04:27:48 | +00:02:04 |

### Motorcykel
| Pl. | Förare                  | Motorcykel | Tid      | Marginal  |
| --- | ----------------------- | ---------- | -------- | --------- |
| 1   | Marc Coma               | KTM        | 05:03:52 | +00:00:00 |
| 2   | Pål Anders Ullevålseter | KTM        | 05:05:47 | +00:01:55 |
| 3   | Ruben Faria             | Husqvarna  | 05:10:52 | +00:07:00 |

### Lastbil
| Pl. | Förare           | Lastbil | Tid      | Marginal  |
| --- | ---------------- | ------- | -------- | --------- |
| 1   | Aleš Loprais     | Tatra   | 05:07:17 | +00:00:00 |
| 1   | Petr Almáši      | Tatra   | 05:07:17 | +00:00:00 |
| 1   | Michael Ernst    | Tatra   | 05:07:17 | +00:00:00 |
| 2   | Gérard de Rooy   | Iveco   | 05:08:48 | +00:01:31 |
| 2   | Dariusz Rodewald | Iveco   | 05:08:48 | +00:01:31 |
| 2   | Tom Colsoul      | Iveco   | 05:08:48 | +00:01:31 |
| 3   | Miki Biasion     | Iveco   | 05:19:37 | +00:12:20 |
| 3   | Michel Huisman   | Iveco   | 05:19:37 | +00:12:20 |
| 3   | Giorgio Albiero  | Iveco   | 05:19:37 | +00:12:20 |

## Etapp 9

### Bil
| Pl. | Förare               | Co-driver         | Bil              | Tid      | Marginal  |
| --- | -------------------- | ----------------- | ---------------- | -------- | --------- |
| 1   | Robby Gordon         | Johnny Campbell   | Hummer H3        | 04:35:21 | +00:00:00 |
| 2   | Stéphane Peterhansel | Jean-Paul Cottret | Mini All4 Racing | 04:36:59 | +00:01:38 |
| 3   | Nani Roma            | Michel Périn      | Mini All4 Racing | 04:43:58 | +00:08:37 |

### Motorcykel
| Pl. | Förare           | Motorcykel | Tid      | Marginal  |
| --- | ---------------- | ---------- | -------- | --------- |
| 1   | Hélder Rodrigues | Yamaha     | 05:16:17 | +00:00:00 |
| 2   | Cyril Despres    | KTM        | 05:19:33 | +00:03:16 |
| 3   | Štefan Svitko    | KTM        | 05:20:25 | +00:04:35 |

### Lastbil
| Pl. | Förare               | Lastbil | Tid      | Marginal  |
| --- | -------------------- | ------- | -------- | --------- |
| 1   | Miki Biasion         | Iveco   | 05:29:02 | +00:00:00 |
| 1   | Michel Huisman       | Iveco   | 05:29:02 | +00:00:00 |
| 1   | Giorgio Albiero      | Iveco   | 05:29:02 | +00:00:00 |
| 2   | Hans Stacey          | Iveco   | 05:29:22 | +00:00:20 |
| 2   | Hans van Goor        | Iveco   | 05:29:22 | +00:00:20 |
| 2   | Bernard der Kinderen | Iveco   | 05:29:22 | +00:00:20 |
| 3   | Gérard de Rooy       | Iveco   | 05:29:56 | +00:00:54 |
| 3   | Dariusz Rodewald     | Iveco   | 05:29:56 | +00:00:54 |
| 3   | Tom Colsoul          | Iveco   | 05:29:56 | +00:00:54 |

## Etapp 10

### Bil
| Pl. | Förare               | Co-driver          | Bil                 | Tid      | Marginal  |
| --- | -------------------- | ------------------ | ------------------- | -------- | --------- |
| 1   | Nani Roma            | Michel Périn       | Mini All4 Racing    | 03:59:37 | +00:00:00 |
| 2   | Stéphane Peterhansel | Jean-Paul Cottret  | Mini All4 Racing    | 03:59:58 | +00:00:21 |
| 3   | Giniel de Villiers   | Dirk von Zitzewitz | Toyota Pickup Hilux | 04:07:21 | +00:07:44 |

### Motorcykel
| Pl. | Förare        | Motorcykel | Tid      | Marginal  |
| --- | ------------- | ---------- | -------- | --------- |
| 1   | Joan Barreda  | Husqvarna  | 04:18:43 | +00:00:00 |
| 2   | Marc Coma     | KTM        | 04:20:15 | +00:01:32 |
| 3   | Cyril Despres | KTM        | 04:22:22 | +00:03:39 |

### Lastbil
| Pl. | Förare           | Lastbil | Tid      | Marginal  |
| --- | ---------------- | ------- | -------- | --------- |
| 1   | Artur Ardavichus | Kamaz   | 05:06:11 | +00:00:00 |
| 1   | Alexey Kuzmich   | Kamaz   | 05:06:11 | +00:00:00 |
| 1   | Nurlan Turlubaev | Kamaz   | 05:06:11 | +00:00:00 |
| 2   | Andrey Karginov  | Kamaz   | 05:08:29 | +00:02:18 |
| 2   | Igor Devyatkin   | Kamaz   | 05:08:29 | +00:02:18 |
| 2   | Andrey Mokeev    | Kamaz   | 05:08:29 | +00:02:18 |
| 3   | Gérard de Rooy   | Iveco   | 05:08:34 | +00:02:23 |
| 3   | Dariusz Rodewald | Iveco   | 05:08:34 | +00:02:23 |
| 3   | Tom Colsoul      | Iveco   | 05:08:34 | +00:02:23 |

## Etapp 11

### Bil
| Pl. | Förare                  | Co-driver         | Bil              | Tid      | Marginal  |
| --- | ----------------------- | ----------------- | ---------------- | -------- | --------- |
| 1   | Stéphane Peterhansel    | Jean-Paul Cottret | Mini All4 Racing | 03:56:53 | +00:00:00 |
| 2   | Nani Roma               | Michel Périn      | Mini All4 Racing | 04:00:37 | +00:03:44 |
| 3   | Ricardo Leal dos Santos | Paulo Fiuza       | Mini All4 Racing | 04:05:49 | +00:08:56 |

### Motorcykel
| Pl. | Förare        | Motorcykel | Tid      | Marginal  |
| --- | ------------- | ---------- | -------- | --------- |
| 1   | Cyril Despres | KTM        | 04:03:37 | +00:00:00 |
| 2   | Gerard Farrés | KTM        | 04:05:16 | +00:01:39 |
| 3   | Marc Coma     | KTM        | 04:05:38 | +00:02:01 |

### Lastbil
| Pl. | Förare               | Lastbil | Tid      | Marginal  |
| --- | -------------------- | ------- | -------- | --------- |
| 1   | Andrey Karginov      | Kamaz   | 03:52:50 | +00:00:00 |
| 1   | Igor Devyatkin       | Kamaz   | 03:52:50 | +00:00:00 |
| 1   | Andrey Mokeev        | Kamaz   | 03:52:50 | +00:00:00 |
| 2   | Hans Stacey          | Iveco   | 03:55:53 | +00:03:03 |
| 2   | Hans van Goor        | Iveco   | 03:55:53 | +00:03:03 |
| 2   | Bernard der Kinderen | Iveco   | 03:55:53 | +00:03:03 |
| 3   | Miki Biasion         | Iveco   | 03:57:52 | +00:05:02 |
| 3   | Michel Huisman       | Iveco   | 03:57:52 | +00:05:02 |
| 3   | Giorgio Albiero      | Iveco   | 03:57:52 | +00:05:02 |

## Etapp 12

### Bil
| Pl. | Förare              | Co-driver          | Bil                 | Tid      | Marginal  |
| --- | ------------------- | ------------------ | ------------------- | -------- | --------- |
| 1   | Leonid Novitskiy    | Andreas Schulz     | Mini All4 Racing    | 02:29:50 | +00:00:00 |
| 2   | Giniel de Villiers  | Dirk von Zitzewitz | Toyota Pickup Hilux | 02:36:38 | +00:06:48 |
| 3   | Bernhard ten Brinke | Matthieu Baumel    | Mitsubishi          | 02:37:47 | +00:07:57 |

### Motorcykel
| Pl. | Förare         | Motorcykel | Tid      | Marginal  |
| --- | -------------- | ---------- | -------- | --------- |
| 1   | Marc Coma      | KTM        | 02:24:38 | +00:00:00 |
| 2   | Joan Barreda   | Husqvarna  | 02:27:21 | +00:02:43 |
| 3   | Jordi Viladoms | KTM        | 02:27:48 | +00:03:10 |

### Lastbil
| Pl. | Förare               | Lastbil | Tid      | Marginal  |
| --- | -------------------- | ------- | -------- | --------- |
| 1   | Gérard de Rooy       | Iveco   | 02:59:00 | +00:00:00 |
| 1   | Dariusz Rodewald     | Iveco   | 02:59:00 | +00:00:00 |
| 1   | Tom Colsoul          | Iveco   | 02:59:00 | +00:00:00 |
| 2   | Hans Stacey          | Iveco   | 02:59:32 | +00:00:32 |
| 2   | Hans van Goor        | Iveco   | 02:59:32 | +00:00:32 |
| 2   | Bernard der Kinderen | Iveco   | 02:59:32 | +00:00:32 |
| 3   | Miki Biasion         | Iveco   | 02:59:32 | +00:00:32 |
| 3   | Michel Huisman       | Iveco   | 02:59:32 | +00:00:32 |
| 3   | Giorgio Albiero      | Iveco   | 02:59:32 | +00:00:32 |

## Etapp 13

### Bil
| Pl. | Förare               | Co-driver          | Bil                 | Tid      | Marginal  |
| --- | -------------------- | ------------------ | ------------------- | -------- | --------- |
| 1   | Stéphane Peterhansel | Jean-Paul Cottret  | Mini All4 Racing    | 03:09:47 | +00:00:00 |
| 2   | Giniel de Villiers   | Dirk von Zitzewitz | Toyota Pickup Hilux | 03:18:16 | +00:08:29 |
| 3   | Leonid Novitskiy     | Andreas Schulz     | Mini All4 Racing    | 03:22:42 | +00:12:55 |

### Motorcykel
| Pl. | Förare           | Motorcykel | Tid      | Marginal  |
| --- | ---------------- | ---------- | -------- | --------- |
| 1   | Hélder Rodrigues | Yamaha     | 03:21:16 | +00:00:00 |
| 2   | Cyril Despres    | KTM        | 03:22:03 | +00:00:47 |
| 3   | Jordi Viladoms   | KTM        | 03:24:16 | +00:03:00 |

### Lastbil
| Pl. | Förare               | Lastbil | Tid      | Marginal  |
| --- | -------------------- | ------- | -------- | --------- |
| 1   | Andrey Karginov      | Kamaz   | 03:53:27 | +00:00:00 |
| 1   | Igor Devyatkin       | Kamaz   | 03:53:27 | +00:00:00 |
| 1   | Andrey Mokeev        | Kamaz   | 03:53:27 | +00:00:00 |
| 2   | André de Azevedo     | Tatra   | 03:53:41 | +00:00:14 |
| 2   | Maykel Justo         | Tatra   | 03:53:41 | +00:00:14 |
| 2   | Jaromír Martinec     | Tatra   | 03:53:41 | +00:00:14 |
| 3   | Hans Stacey          | Iveco   | 03:55:36 | +00:02:09 |
| 3   | Hans van Goor        | Iveco   | 03:55:36 | +00:02:09 |
| 3   | Bernard der Kinderen | Iveco   | 03:55:36 | +00:02:09 |

## Etapp 14

### Bil
| Pl. | Förare                  | Co-driver          | Bil                 | Tid      | Marginal  |
| --- | ----------------------- | ------------------ | ------------------- | -------- | --------- |
| 1   | Ricardo Leal dos Santos | Paulo Fiuza        | Mini All4 Racing    | 00:23:04 | +00:00:00 |
| 2   | Krzysztof Hołowczyc     | Jean-Marc Fortin   | Mini All4 Racing    | 00:23:21 | +00:00:17 |
| 3   | Giniel de Villiers      | Dirk von Zitzewitz | Toyota Pickup Hilux | 00:24:11 | +00:01:07 |

### Motorcykel
| Pl. | Förare                  | Motorcykel | Tid      | Marginal  |
| --- | ----------------------- | ---------- | -------- | --------- |
| 1   | Pål Anders Ullevålseter | KTM        | 00:22:26 | +00:00:00 |
| 2   | Marc Coma               | KTM        | 00:23:34 | +00:01:08 |
| 3   | Štefan Svitko           | KTM        | 00:24:09 | +00:01:43 |

### Lastbil
| Pl. | Förare                | Lastbil | Tid      | Marginal  |
| --- | --------------------- | ------- | -------- | --------- |
| 1   | Miki Biasion          | Iveco   | 00:27:22 | +00:00:00 |
| 1   | Michel Huisman        | Iveco   | 00:27:22 | +00:00:00 |
| 1   | Giorgio Albiero       | Iveco   | 00:27:22 | +00:00:00 |
| 2   | Ilgizar Mardeev       | Kamaz   | 00:28:48 | +00:01:24 |
| 2   | Vyatcheslav Mizyukaev | Kamaz   | 00:28:48 | +00:01:24 |
| 2   | Dmitry Sotnikov       | Kamaz   | 00:28:48 | +00:01:24 |
| 3   | Hans Stacey           | Iveco   | 00:29:05 | +00:01:41 |
| 3   | Hans van Goor         | Iveco   | 00:29:05 | +00:01:41 |
| 3   | Bernard der Kinderen  | Iveco   | 00:29:05 | +00:01:41 |

## Slutställning

### Bil
| Pos | No. | Förare                  | Co-Driver          | Bil        | Tid      |
| --- | --- | ----------------------- | ------------------ | ---------- | -------- |
| 1   | 302 | Stéphane Peterhansel    | Jean-Paul Cottret  | Mini       | 38:54:46 |
| 2   | 305 | Nani Roma               | Michel Périn       | Mini       | +0:41:56 |
| 3   | 301 | Giniel de Villiers      | Dirk von Zitzewitz | Toyota     | +1:13:25 |
| 4   | 312 | Leonid Novitskiy        | Andreas Schulz     | Mini       | +2:11:54 |
| 5   | 319 | Lucio Alvarez           | Bernardo Graue     | Toyota     | +4:05:52 |
| 6   | 307 | Carlos Sousa            | Jean-Pierre Garcin | Great Wall | +4:30:24 |
| 7   | 309 | Ricardo Leal dos Santos | Paulo Fiuza        | Mini       | +5:03:18 |
| 8   | 314 | Bernhard ten Brinke     | Mathieu Baumel     | Mitsubishi | +5:11:18 |
| 9   | 304 | Krzysztof Hołowczyc     | Jean-Marc Fortin   | Mini       | +6:59:38 |
| 10  | 313 | Duncan Vos              | Robert Howie       | Toyota     | +7:08:31 |

### Motorcykel
| Pos | No. | Förare                  | Motorcykel | Time     |
| --- | --- | ----------------------- | ---------- | -------- |
| 1   | 2   | Cyril Despres           | KTM        | 43:28:11 |
| 2   | 1   | Marc Coma               | KTM        | +0:53:20 |
| 3   | 3   | Hélder Rodrigues        | Yamaha     | +1:11:17 |
| 4   | 10  | Jordi Viladoms          | KTM        | +1:40:56 |
| 5   | 32  | Štefan Svitko           | KTM        | +1:47:28 |
| 6   | 6   | Pål Anders Ullevålseter | KTM        | +2:11:56 |
| 7   | 20  | Gerard Farrés           | KTM        | +2:14:22 |
| 8   | 34  | Alessandro Botturi      | KTM        | +2:59:04 |
| 9   | 16  | Olivier Pain            | Yamaha     | +3:17:50 |
| 10  | 28  | Felipe Zanol            | KTM        | +3:25:56 |

### Lastbil
| Pos | No. | Förare            | Co-Drivers                            | Lastbil | Tid       |
| --- | --- | ----------------- | ------------------------------------- | ------- | --------- |
| 1   | 502 | Gérard de Rooy    | Tom Colsoul Dariusz Rodewald          | Iveco   | 45:20:47  |
| 2   | 505 | Hans Stacey       | Hans van Goor Bernard der Kinderen    | Iveco   | +0:51:19  |
| 3   | 533 | Artur Ardavichus  | Alexey Kuzmich Nurlan Turlubaev       | Kamaz   | +1:47:45  |
| 4   | 509 | Andrey Karginov   | Andrey Mokeev Igor Devyatkin          | Kamaz   | +5:01:10  |
| 5   | 523 | Ilgizar Mardeev   | Vyatcheslav Mizyukaev Dmitry Sotnikov | Kamaz   | +5:01:50  |
| 6   | 511 | Miki Biasion      | Michel Huisman Giorgio Albiero        | Iveco   | +6:31:11  |
| 7   | 547 | Martin Kolomy     | René Kilian David Kilian              | Tatra   | +6:54:15  |
| 8   | 513 | André de Azevedo  | Maykel Justo Jaromír Martinec         | Tatra   | +7:46:07  |
| 9   | 508 | Teruhito Sugawara | Seiichi Suzuki                        | Hino    | +10:39:24 |
| 10  | 534 | Peter Versluis    | Jurgen Damen Harry Schuurmans         | MAN     | +11:12:32 |